# Olga Kuzenkova
OlgaSergeyevna Kuzenkova (Smolensk, 4 de outubro de 1970) é uma ex-atleta russa, campeã mundial, recordista mundial e campeã olímpica do lançamento do martelo, primeira mulher a lançar o martelo a mais de 70 metros de distância na história do esporte.
Oficial do exército russo e atleta do Dynamo Smolensk, em junho de 1997, durante uma competição em Munique, Alemanha, ela quebrou pela quinta vez o recorde mundial da prova - entre 1994 e 1999 todos os recordes mundiais do lançamento do martelo foram divididos alternadamente entre ela e a romena Mihaela Melinte - fazendo um lançamento de 71,22 m, a primeira vez em que uma mulher ultrapassou os 70 metros nesta modalidade feminina.
Foi vice-campeã mundial da modalidade consecutivamente em Sevilha 1999, Edmonton 2001 e Paris 2003, até conseguir ganhar a medalha de ouro em Helsinque 2005.
Em Jogos Olímpicos, Kuzenkova teve sua primeira participação em Sydney 2000, onde ficou com a medalha de prata. Em Atenas 2004 tornou-se campeã olímpica com um lançamento de 75,02 m, recorde olímpico e sua melhor marca pessoal.

## Dopagem
Amostras de seus exames antidopagem de 2005 foram reexaminados e foi detectado a presença de substâncias proibidas no esporte. Foi suspensa sua atividade esportiva por dois anos, a contar de 27 de março de 2013, e seu título no Campeonato Mundial de Atletismo de 2005 foi retirado.